# Сертије
Сертије (фр. Certilleux) је насеље и општина у североисточној Француској у региону Лорена, у департману Вогези која припада префектури Нефшато.
По подацима из 2011. године у општини је живело 223 становника, а густина насељености је износила 38,05 становника/km². Општина се простире на површини од 5,86 km². Налази се на средњој надморској висини од 303 метара (максималној 450 m, а минималној 294 m).

## Демографија
| 1962. | 1968. | 1975. | 1982. | 1990. | 1999. | 2011. |
| ----- | ----- | ----- | ----- | ----- | ----- | ----- |
| 108   | 149   | 142   | 292   | 290   | 248   | 223   |

График промене броја становника у току последњих година